# Cinquième problème de Hilbert
Le cinquième problème de Hilbert fait partie de la liste des vingt-trois problèmes posés par David Hilbert en 1900, et concerne la caractérisation des groupes de Lie. Il s'agissait (dans un langage moderne et en interprétant la question, puisqu'à l'époque la notion précise de variété différentielle n'existait pas) de démontrer que dans la définition d'un groupe de Lie, la condition de différentiabilité est redondante. Cette conjecture était plausible (les groupes classiques, exemples centraux de la théorie des groupes de Lie, sont des variétés lisses) et finit par être confirmée au début des années 1950.

## Formulation
Une formulation moderne du problème est : montrer que sur toute variété topologique (de dimension finie) munie d'une structure de groupe topologique, il existe une structure de variété différentielle, essentiellement unique, pour laquelle la loi de groupe est différentiable. Le degré de différentiabilité n'est pas précisé car s'il existe une telle structure Ck-différentiable, alors il en existe une C∞ et même analytique réelle.

## Solution
Le premier résultat majeur fut celui de John von Neumann en 1933, pour les groupes compacts. Le cas des groupes abéliens localement compacts fut résolu en 1934 par Lev Pontryagin et le cas général — au moins dans cette interprétation de l'énoncé de Hilbert — par les travaux d'Andrew Gleason, Deane Montgomery et Leo Zippin (en), dans les années 1950. Plus précisément : en 1952, Gleason introduisit la notion de groupe « sans petits sous-groupes » (cf infra) et démontra la conjecture sous cette hypothèse, pendant que Montgomery-Zippin prouvaient que cette hypothèse est en fait redondante. L'année suivante, Hidehiko Yamabe (en) élimina quelques conditions techniques de la preuve de Gleason,, montrant que tout groupe connexe localement compact G est limite projective d'une suite de groupes de Lie, et que si G n'a pas de petits sous-groupes, alors G est un groupe de Lie.

## Groupes sans petits sous-groupes
Un groupe topologique G est dit sans petits sous-groupes (en) s'il existe un voisinage de l'élément neutre ne contenant aucun autre sous-groupe que le groupe trivial. Par exemple, le cercle unité vérifie cette condition, mais pas le groupe additif de l'anneau ℤp des entiers p-adiques, car un voisinage du neutre contient toujours les sous-groupes pkℤp pour k assez grand.

## Conjecture de Hilbert-Smith
Le cinquième problème de Hilbert est parfois interprété au sens plus large de la conjecture suivante, nommée d'après David Hilbert et Paul Althaus Smith et toujours non résolue :
Conjecture de Hilbert-Smith : tout groupe localement compact agissant fidèlement sur une n-variété connexe est un groupe de Lie.
Elle équivaut à : ℤp n'agit fidèlement sur aucune n-variété connexe.

## Dimension infinie
Le cinquième problème de Hilbert sans supposer la dimension finie a aussi été étudié. La thèse de Per Enflo, portait sur ce problème, sans hypothèse de compacité.